# پنتی سیمس
پنتی سیمس (انگلیسی: Pentti Siimes; ۱۰ سپتامبر ۱۹۲۹ – ۲۷ اکتبر ۲۰۱۶) بازیگر اهل فنلاند بود.